# Visões feministas sobre BDSM
Visões feministas sobre BDSM variam amplamente da aceitação à rejeição. BDSM refere-se a bondage e disciplina, dominação e submissão e sadomasoquismo. Para avaliar como é percebido, comparam-se dois quadros antagônicos. Algumas feministas, como Gayle Rubin e Patrick Califia, percebem o BDSM como forma válida de expressão da sexualidade feminina, enquanto outras, como Andrea Dworkin e Susan Griffin, afirmam que o BDSM é forma de violência contra a mulher. Algumas feministas lésbicas praticam BDSM e veem nisso parte de sua identidade sexual.
A relação histórica entre feministas e praticantes de BDSM tem sido controversa. As duas posições mais extremas refletem quem acredita que o feminismo e o BDSM são crenças mutuamente exclusivas e quem vê as práticas de BDSM como expressão fundamental de liberdade sexual. Grande parte da controvérsia permanece das Guerras sexuais feministas (debates acalorados sobre questões sexuais) e da batalha entre o feminismo antipornografia e o feminismo pró-pornografia.

## História

### Anos 1970
Na década de 1970 surgiram várias correntes no movimento feminista. Como escreve Andrew McBride, "Durante a década de 1970, grande parte do discurso no movimento feminista foi dominada por discussões sobre Feminismo lésbico. Perto do fim da década, porém, as conversas dentro do feminismo passaram a se concentrar em um novo tema: a sexualidade. Isso incluiu sexualidade de todos os tipos, não apenas a sexualidade lésbica. Nas discussões e debates estavam a heterossexualidade, a pornografia, o sadomasoquismo, os papéis butch/femme e o trabalho sexual." O grupo Lavender Menace, seu conceito de mulher identificada como mulher e o Mulheres contra a violência na pornografia e na mídia afirmavam que participar de práticas de BDSM era contraditório ao feminismo. Samois, um grupo lésbico de São Francisco voltado ao BDSM, defendia que feministas podiam praticar BDSM sem hipocrisia.

### Anos 1980
Durante os anos 1980, essa guerra sexual continuou e chamou a atenção de vários acadêmicos que tentaram analisar por que ocorreu tal divisão. Ardill e O'Sullivan explicaram essa história usando como exemplo o conflito no Centro Lésbico e Gay de Londres. Conflitos similares davam sequência às questões dos anos 1970. A Máfia Sexual Lésbica, fundada por Dorothy Allison, surgiu em Nova York defendendo o feminismo pró-sexo e promovendo a ideia de que todas as mulheres tinham o direito de explorar sua sexualidade da forma que desejassem. A polêmica Conferência sobre Sexualidade de Barnard de 1982, que trouxe essas questões ao conhecimento das feministas acadêmicas, é frequentemente considerada como o marco oficial do início das guerras sexuais feministas.

### Anos 1990
Nos anos 1990, estudiosas feministas continuaram a pesquisar e aplicar diferentes arcabouços acadêmicos feministas às questões de sexualidade e BDSM, buscando um modo de aproximar os dois grupos. Hopkins, em 1994, aplicou análise crítica aos pontos de vista feministas contrários a atos sadomasoquistas. Ela examina cada argumento apresentado contra a prática de BDSM por mulheres e responde a partir de um arcabouço feminista. Ao final, aponta que a questão não é tão definitiva quanto algumas feministas podem pintar e que talvez seja preciso analisar os conceitos com mais profundidade. Em 1995, Teresa Hornsby também aplicou arcabouços feministas ao tema do BDSM e concluiu que os dois não eram contraditórios. Hornsby foi além e examinou se a violência em si não seria apenas uma atividade masculina.

### Anos 2000
Após 2000, os avanços tecnológicos abriram o mundo para mais pessoas e o BDSM passou a aparecer cada vez mais na cultura popular. Maneesha Deckha aplicou uma abordagem de feminismo pós-colonial na qual sugere tratar o BDSM como prática cultural, meio de superar a divisão entre feministas e praticantes de BDSM. Ela chegou à mesma conclusão dos anos 1990 de que talvez seja preciso um olhar mais aprofundado para determinar se os pontos de vista feministas sobre o BDSM resistem a um exame mais crítico. Além disso, Deckha trabalhou os conceitos de consentimento e a legalidade do BDSM, abordando especificamente a questão de se as mulheres podem dar consentimento e se as atividades de BDSM devem ser reguladas no contexto da violência ou no contexto da sexualidade. Um ponto que ela levanta é: se a legislação regula o BDSM como questão sexual, não estaríamos dando ao patriarcado mais controle sobre a expressão da identidade sexual das mulheres?

### Visões feministas atuais
As visões feministas sobre práticas de BDSM continuam controversas e em desacordo umas com as outras. Algumas feministas veem o SM como expressão ideal de liberdade sexual, enquanto outras afirmam que o BDSM, e mais especificamente o SM, reforçam o patriarcado e são contraditórios ao feminismo. Quem considera o BDSM contraditório também costuma acreditar que mulheres que praticam BDSM, especialmente as que assumem papéis submissos, foram levadas por estruturas de poder sexistas a crer que desfrutam desses atos. Essa visão feminista defende que os indivíduos que gostam de papéis submissos no quarto só o fazem porque acreditam que isso é o esperado e que deveriam gostar. Ela argumenta que, se essas pessoas, principalmente as mulheres, pudessem explorar seus desejos sexuais sem a influência de um sistema sexista, chegariam a conclusões muito diferentes sobre o que gostam. A Submissão feminina no BDSM tem sido criticada por alguns grupos feministas que veem o ato como opressão das mulheres. No entanto, mulheres subs acreditam que quem condena a submissão feminina não entende que se trata apenas de uma preferência sexual, distante de violência contra a mulher e da dominação patriarcal.

### Perspectivas sobre BDSM lésbico
O SM lésbico (sadismo, submissão, masoquismo) tem sido problemático na análise das visões feministas sobre o BDSM, especialmente quanto à questão de as lésbicas estarem ou não recriando estruturas patriarcais. Muitos críticos acadêmicos sequer abordam a ideia de BDSM lésbico. Maneesha Deckha, em seu artigo "Pain, pleasure, and consenting women: Exploring feminist responses to S/M and its legal regulation in Canada through Jelinek A Pianista", admitiu que incluir o BDSM lésbico tornava suas teorias complexas demais para compreendê-las. Esse Apagamento lésbico foi bastante comum no feminismo de segunda e terceira ondas, já que a identidade lésbica frequentemente era subsumida pela identidade feminista. Esse conceito é explicado por Calhoun em "The Gender Closet: Lesbian disappearance under the sign 'woman'". Alguns, como Deckha, acreditam que, embora lésbicas pratiquem BDSM, fazem isso apenas para recriar a estrutura de poder patriarcal presente no restante da sociedade. Seja por meio da troca de poder entre dominação e submissão ou pela dinâmica butch/femme, lésbicas que interagem dessa forma enganam a si mesmas ao pensar que estão fora do patriarcado, quando na realidade o reforçam porque sua sexualidade está aprisionada nessa estrutura patriarcal, impedindo um consentimento verdadeiro.
Outras, como Hornsby, acreditam que lésbicas podem praticar BDSM sem recriar sistemas patriarcais porque já se declararam fora desses sistemas.

### Praticantes de BDSM
A escritora feminista Clarisse Thorn lançou em 2012 o livro The S&M Feminist, no qual discute frequentemente suas próprias experiências. A antologia feminista de destaque Yes Means Yes, publicada em 2008, também incluiu um ensaio sobre BDSM e feminismo de Stacey May Fowles.
Jessica Wakeman relatou sua própria experiência com atividades de SM em uma entrevista posterior após a publicação de seu artigo First Time For Everything: Getting Spanked em 2009. Na época da entrevista em outubro de 2010, Wakeman escrevia sobre questões feministas, incluindo feminismo e crítica da mídia, feminismo e política, e feminismo e sexualidade há cerca de oito anos, e se considerava uma feminista bastante ativa.
Wakeman explicou como consegue apreciar a prática de spanking e ser dominada, permanecendo feminista. Ela destacou que o fetiche por spanking não difere de outros fetiches que as pessoas têm, mesmo que envolva ser atingida pelo parceiro. Comentou também a importância de lembrar que, em uma prática de BDSM verdadeira, como o spanking, tudo é discutido entre ambos os parceiros e qualquer um deles pode interromper a prática a qualquer momento usando uma palavra, frase ou ação de segurança. Além disso, um relacionamento verdadeiramente abusivo, seja físico ou emocional, não é seguro nem consensual como é o BDSM. Há diferença entre o que ocorre no quarto e no dia a dia. Wakeman escreveu que consegue apreciar coisas no contexto do sexo ou da sedução que não gostaria que ocorressem em sua vida diária.
Como outras praticantes de BDSM feministas, Wakeman rejeita o argumento de que as mulheres são ensinadas a gostar e levadas a ser submissas por uma estrutura de poder sexista. Nas comunidades BDSM, costuma-se dizer que praticantes submissas são as verdadeiras dominantes, pois detêm o controle da situação por meio da palavra de segurança.

## Principais figuras
Algumas feministas praticam BDSM e consideram-no parte de sua identidade sexual.

### Patrick Califia
Patrick Califia percebe o BDSM como forma válida de expressão da sexualidade feminina.

### Andrea Dworkin
Andrea Dworkin escreveu sobre o tema e considera o BDSM uma forma de violência misógina.

### Susan Griffin
Como Dworkin, Susan Griffin é contrária ao BDSM.

### Gayle Rubin
Gayle Rubin é uma antropóloga cultural norte-americana conhecida por seu ativismo e pela teoria em política sexual e de gênero. Ela escreveu sobre diversos temas, incluindo feminismo, sadomasoquismo, prostituição, pedofilia, pornografia e literatura lésbica, além de estudos antropológicos e históricos de subculturas sexuais. Seu ensaio de 1984, "Thinking Sex", é amplamente considerado um texto fundamental dos estudos de sexualidade e da teoria queer. Em 2009, a Universidade da Pensilvânia sediou uma conferência "Rethinking Sex: Gender and Sexuality Studies - A State of The Field Conference", em reconhecimento ao vigésimo quinto aniversário do ensaio de Rubin. Rubin foi palestrante convidada na conferência, onde apresentou "Blood under the Bridge: Reflections on 'Thinking Sex'" para quase oitocentas pessoas. Em 2011, o GLQ: A Journal of Lesbian and Gay Studies publicou uma edição especial, também intitulada "Rethinking Sex", com trabalhos resultantes dessa conferência, incluindo o artigo de Rubin "Blood under the Bridge: Reflections on 'Thinking Sex'".
Em 1978, Rubin, juntamente com Patrick Califia e outros, fundou o primeiro grupo lésbico de BDSM nos Estados Unidos, Samois. Rubin tornou-se uma feminista pró-sexo de destaque nas guerras sexuais feministas do final dos anos 1970 e 1980.